# گسیل شبانه
گسیل شبانه (انزال یا برون‌ریزش شبانه یا ارضای شبانه یا رؤیای خیس یا در منابع اسلامی احتلام و جِنابت و جُنُب شدن شبانه) یکی از گونه‌های انزال (برون‌ریزش) است و بیرون ریختن ناخواستهٔ مَنی از مرد در هنگام خواب را گویند. ممکن است ذهن مرد در خواب صحنهٔ آمیزش جنسی را شبیه‌سازی کند یا گاهی این صحنه شبیه‌سازی نگردد و بدن به دلیل تولید بیش از اندازه منی به‌خودی خود اقدام به تخلیه آن کند.
رؤیای خیس یک امر طبیعی است که طی اندرکنش‌های بدن رخ می‌دهد و می‌تواند گاه تا یک ماه رخ ندهد یا گاه در یک هفته دوبار روی دهد. بیرون ریختن منی در خواب امری اجتناب‌ناپذیر است و شخصی که خودارضایی ندارد نیز به صورت منظم حتی شاید بدون تصور صحنه آمیزش جنسی در خواب، مایع منی از بدن او بیرون شود. سرعت برون‌ریزش منی در مردان تا ۴۵ کیلومتر بر ساعت یا ۱۲٫۵ متر بر ثانیه است و می‌تواند تا مسافت ۲٫۴ متر به بیرون پاشیده شود.
در یک پژوهش، افرادی از زن و مرد گزارش دادند که تقریباً در ۸ درصد از خواب‌های شبانهٔ خود گونه‌ای کنش جنسی دارند. ۴ درصد از خواب‌های جنسی منجر به ارضا شده است، همچنین می‌تواند نشانگر دوری از خودارضایی باشد.

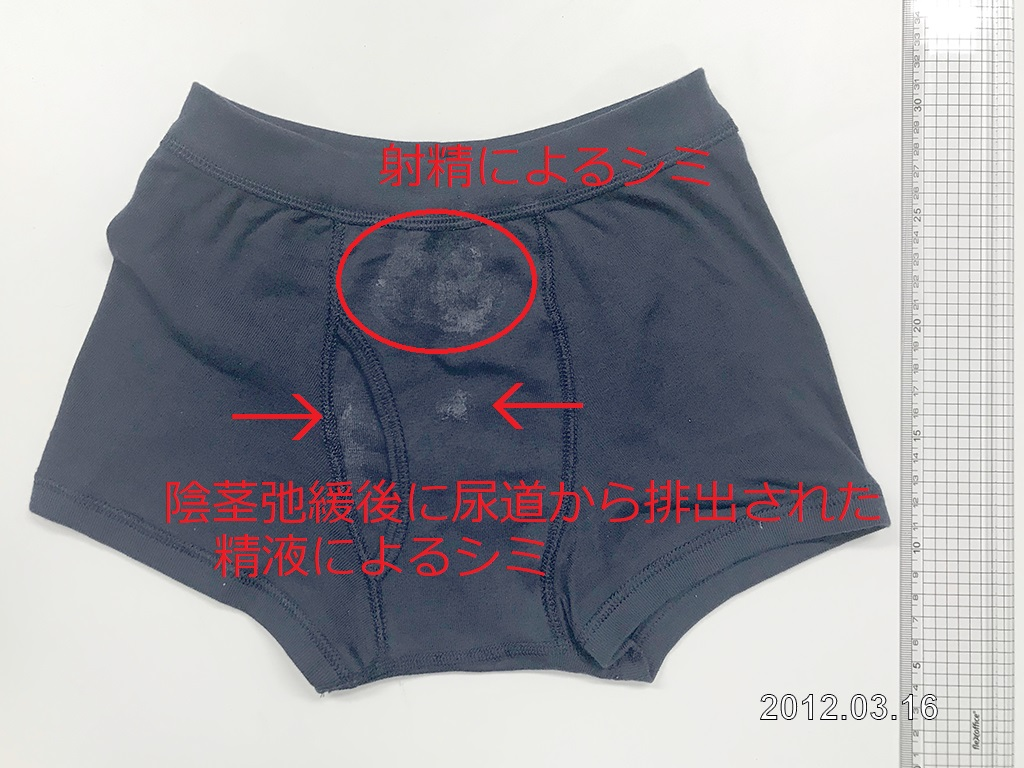
لکه‌های اسپرم بر لباس زیر یک پسر

اسپرم نابالغ پس از ساخته‌شدن در لوله‌های داخلی بیضه، به سمت اپیدیدیم رانده می‌شود و برای ۱۸ ساعت در آن می‌ماند تا به بلوغ کامل برسد. این فرایند دائمی، سبب ساخت و بلوغ صدها میلیون اسپرم در روز می‌شود به نحوی که در هر بار انزال، حدود چهارصد میلیون اسپرم از مجرای انزالی خارج می‌شود. درازای عمرِ اسپرم‌ها پس از بلوغ، بسیار محدود است و از حدود چند روز تا یک هفته بیشتر نیست. اگر پس از یک هفته، این اسپرم‌های بالغ و پیر خارج نشوند، توان بارورسازی خود را از دست می‌دهند و دیگر خاصیتی در این زمینه ندارند. مشخصاً مردانی که به‌طور نیمه‌منظم خودارضایی می‌کنند، در واقع اپیدیدیم خود را از اسپرم‌هایی که قدرت بارورسازی کمتری دارند، پاک‌سازی می‌کنند تا اسپرم‌هایی که جوان‌تر و بارورساز هستند، جایگزین شوند. این موضوع در واقع یک سازگاری تکاملی در بشر محسوب می‌شود و در جهت انجامِ تولید مثل موفق است. ماندن طولانی‌مدت اسپرم در بدن منجر به خروج اسپرم‌های بی‌خاصیت (به‌جای اسپرم زایا) در هر بار انزال می‌گردد. جالب آنکه در بدن افرادی که خودارضایی نمی‌کنند، مکانیسم‌های جبرانی وجود دارد تا به حفظ اسپرم‌های زایا کمک کنند که یکی از آن‌ها، انزال و خروج بی‌اختیاری منی هنگام خواب است.